# William Dawes (1762-1836)
Ne doit pas être confondu avec William Dawes.
William Dawes, né en 1762 à Portsmouth et mort à Antigua en 1836, est un officier de marine, ingénieur, astronome et administrateur britannique. 

## Biographie

### Vie et carrière
Lieutenant (2 septembre 1879), il prend part aux combats contre la France en baie de Chesapeake (1781). Il se rend en 1788 en Australie comme astronome afin d'y observer des comètes. Il y fait alors construire un observatoire, l’actuel Dawes Point. En 1789, il commence une expédition à partir de Port Jackson visant à explorer le centre de l'Australie en suivant la rivière Nepean mais renonce rapidement.
En 1790 il se lie d'amitié et d'affection avec une adolescente aborigène, Patyegarang, qui lui enseigne la langue darug et des aspects de sa culture. William Dawes transcrit ce qu'elle lui apprend, ce qui fait de ses notes la toute première transcription, par qui que ce soit, d'une langue aborigène d'Australie. Seul « compte-rendu de première main » de la langue darug, il a permis aux linguistes de reconstruire partiellement, à parti de la fin du XXe siècle, cette langue devenue langue morte, pour ceux qui souhaitent l'apprendre,.
Il devient en 1792 conseiller du gouverneur de Sierra-Leone puis, à la mort de ce dernier, est nommé gouverneur (1792-1794 puis 1795-1796 et 1801-1803),.
Muté à Antigua avec mission d'y former des missionnaires et d'y travailler à la lutte contre l'esclavage, il y meurt en 1836. Il est le père de William Rutter Dawes.

### Commémorations
Jules Verne le mentionne en écrivant « Daws » dans son roman Les Enfants du capitaine Grant (partie 2, chapitre IV).
La découverte à Londres en 1972 de l'histoire de sa relation avec Patyegarang dans ses écrits a suscité de l'intérêt et des créations artistiques australiennes. Le musée de Sydney relate l'histoire de Patyegarang et de William Dawes à partir des années 1990. En 2008, le roman historique Le Lieutenant (en) (The Lieutenant) de Kate Grenville est une version romancée de l'histoire de William Dawes et de Patyegarang, en changeant leurs noms. En 2008 également, le service de média public Special Broadcasting Service diffuse sa série télévisée documentaire First Australians (en), dont le premier épisode couvre notamment leur histoire,. 
En 2014, la compagnie aborigène de danse contemporaine Bangarra Dance Theatre (en) crée Patyegarang à l'opéra de Sydney, un spectacle qui imagine l'histoire de la jeune femme et sa relation avec William Dawes du point de vue de l'adolescente,,. En 2023, l'artiste de rue Fintan Magee (en) réalise l'oeuvre Lost Figures, peinture murale représentant Patyegarang et William Dawes sur deux bâtiments au 510 Wilson Street à Darlington, banlieue intérieure de Sydney ; il s'agit pour l'artiste de commémorer ces deux personnes qui ont contribué à la préservation d'une culture aborigène.